# راسم بدران
راسم جمال بدران معماري أردني من أصل فلسطيني، ولد في القدس عام 1945. إضافة الى جنسيته الأردنية حصل على الجنسية السعودية بأمر من خادم الحرمين الشريفين الملك سلمان بن عبد العزيز آل سعود. أحد أعلام العمارة العربية المعاصرة وأحد أبرز رواد الفكر المعماري العربي المعاصر عربيا وعالميا بما أسسه من خلال مدرسته الفكرية، وهو ابن الفنان الفلسطيني جمال بدران. دأب ومنذ عودته إلى عمّان - بالأردن منذ أواخر السبعينيات على تبني التراث كإطار لطرح مسألة الهوية والتجديد، وعكست طروحاته الفكرية من خلال مشاريعه المختلفة سعيا حثيثا لطرق إشكالية الأصالة والمعاصرة ضمن إطار العمارة العربية الإسلامية. أعماله المعمارية منتشرة في الكثير من البلدان العربية، ومنها في المملكة الأردنية الهاشمية والمملكة العربية السعودية وقطر وسورية ولبنان. حصل على الكثير من الجوائز منها جائزة الآغا خان للعمارة الإسلامية. أسس شركة دار العمران في عمان - الاردن والتي تنتشر كفروع في عدة مدن في الوطن العربي.

## حياته
عمل الأبن راسم في مُحْتَرَفات بدران الأب، بدايةً في القدس ولاحقاً في رام الله. حاز على جائزته الأولى في فنون الرسم والتصوير في مسابقة عالمية بين 5000 طفل في الهند وهو في الثانية عشر من عمره.
حاول الالتحاق بدراسة هندسة الطيران في مصر، ثم توجه إلى دراسة العمارة في ألمانيا، حيث تخرّج في مطلع السبعينيات من المعهد العالي للدراسات التقنية في دارمشتادت.
حقق بعض مشاريعه وتصميماته العمرانية الأولى في ألمانيا (مثل وحدات سكنية «ايليمنتا 1972» في مدينة بون) بدايةً، قبل أن يعود في العام ذاته إلى رام الله، لينتقل بعد عام من ذلك للإقامة في عمّان، حيث أسس شركته للهندسة المعمارية «دار العمران» في الأردن.
حصل على الجنسية السعودية في عام 2022 تكريما لاسهامه في العمارة في المملكة العربية السعودية على مدار أكثر من 37 عاما.[بحاجة لمصدر]

## سيرته المهنية

كتاب يتحدث عن مشاريع راسم بدران

يمكن تقسيم فترة مزاولة نشاط بدران الفكري التطبيقي إلى المراحل التالية تبعا لظروف ومتغيرات كل منها:
المرحلة الأولى: وتبدأ منذ عودته من ألمانيا إلى الأردن منذ منتصف السبعينيات وحتى أواخرها. وفي هذه الفترة تجلت قدرات راسم بدران المعمارية محليا بالأردن من خلال العديد من المباني السكنية التي عكست (طفرة فكرية معمارية) متميزة في طرح مفهوم المسكن بما يجمع بين خصوصية الحياة الاجتماعية التي سادت في البيئة التقليدية والق وأناقة عمارة البيت المعاصر، ومن أبرز البيوت التي صممها بتلك الفترة بيوت (خوري، وماضي، وحنظل، وحتاحت).
المرحلة الثانية: وقد تجلت خلال فترة الثمانينيات، وعكست هذه الفترة قدرة المهندس بدران على التعامل مع مختلف المشاريع ذات الوظائف المتعددة والمساحات الكبيرة، وقد كانت هذه الفترة هي بداية صعوده عربيا وعالميا من خلال فوزه بالجوائز الأولى في مسابقات العربية محدودة النطاق مثل مسابقة (آل البيت بعمان بالأردن)، وجامع الدولة الكبير ببغداد، وفي منتصف الثمانينيات امتدت نشاطاته إلى أقطار أخرى.

عناصر العمارة الإسلامية واضحة في مشاريع راسم بدران

فاز بالجائزة الأولى في مشروع تطوير منطقة قصر الحكم ب وحصل على عطاء تنفيذ القصر والجامع والذي فاز من خلاله في منتصف التسعينيات بجائزة الآغا خان للعمارة الإسلامية. أيضا فترة الثمانينيات احتوت على الانفتاح على معاهد العلم الرائدة سواء من خلال الأبحاث والدراسات التي أجريت على فكره النظري وأعماله كأطروحات الماجستير بجامعة (ام، آي، تي). أو من خلال المشاركة شخصيا بناء على دعوات رسمية في المؤتمرات والندوات التي نظمتها دورة الآغا خان في جامعة (هارفارد) كمحاضر أو كعضو لجنة تحكيم دولية.
المرحلة الثالثة: وتبدأ مع التسعينيات وتتميز بالتوفيق بين الطروحات الفكرية ضمن إطار الفريق المعماري المحلي أو العربي أو العالمي، إذ شهدت سلسلة من التعاون مع معماريين كبار من أمثال عبد الحليم إبراهيم في تطوير مشاريع حضرية منها مشروع تطوير منطقة الجمالية بالقاهرة، أو واحة العلوم والفضاء بالرياض، أو تطوير وسط مدينة عمان، وأضرحة الصحابة بالكرك وضريح الإمام البخاري بسمرقند وتخطيط الجامعة الإسلامية بكوالالمبور، وكذلك العمل المشترك مع محمد صالح مكية وعبد الحليم إبراهيم وآخرين على تخطيط مشروع جامعة أم القرى بمكة المكرمة.
المرحلة الرابعة: في القرن الواحد والعشرين عمل راسم بدران على عدة مشاريع مهمة في المملكة العربية السعودية وافريقيا والمنطقة العربية، ومن اهم المشاريع التي عمل عليها تطوير منطقة البجيري، مبنى وزارة الثقافة في السعودية، مبنى محافظة الدرعية، ومشروع بدور النجف في العراق.

## تصاميمه

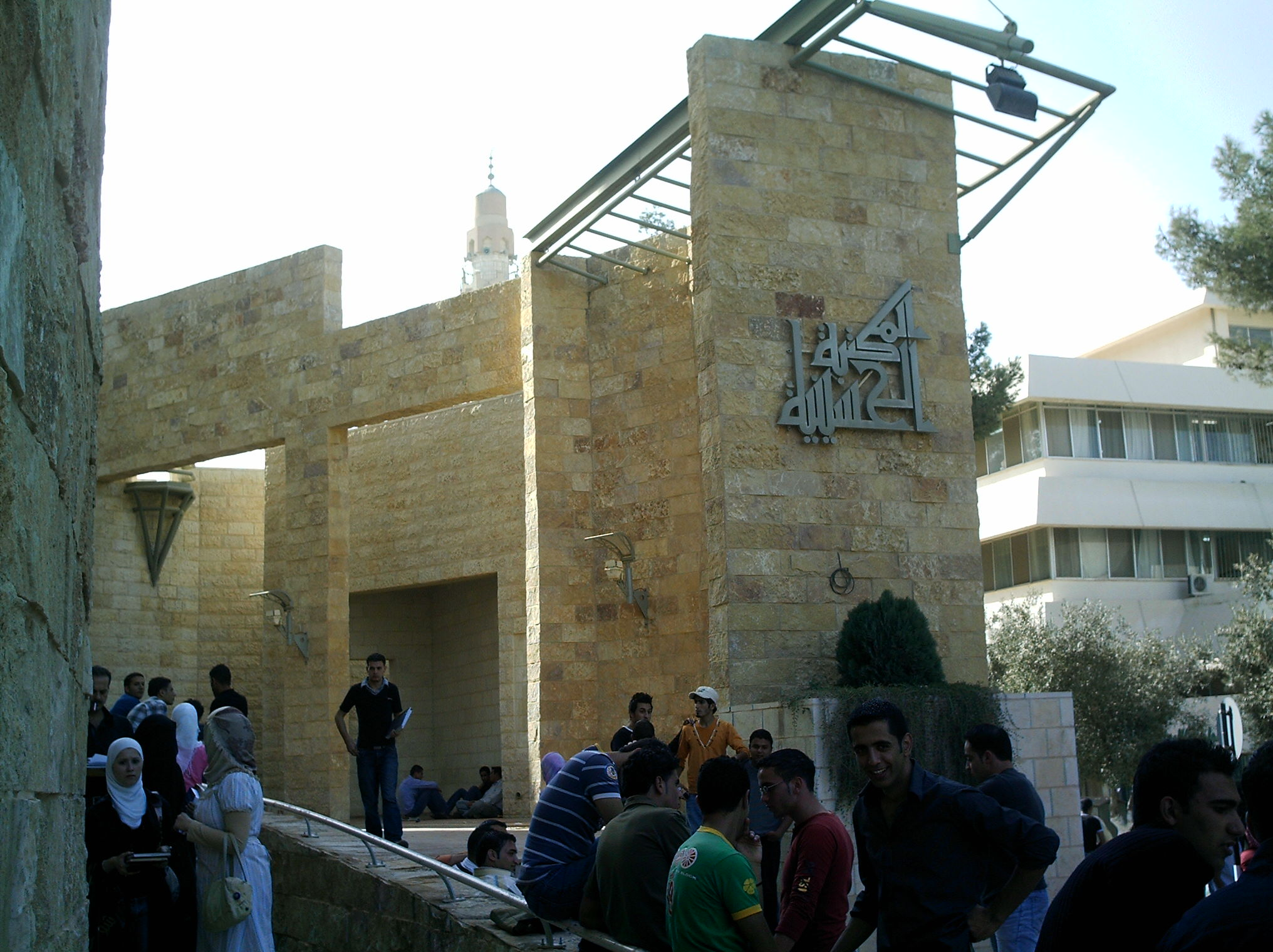
مكتبة جامعة اليرموك في اربد

مبنى أمانة عمان الكبرى في عمّان، وهو عمل مشترك بين بدران، والمعمار جعفر طوقان.

تقوم تصاميم بدران على مثلث أضلاعه هي: الماضي – الحاضر – المستقبل. فهو يدرس تاريخ الموقع ويرنو إلى تطوره المستقبلي لكي يصل إلى الحاضر. يعبر من تراكمات الماضي متجهاً إلى المستقبل ليصل بأعماله إلى الآن وهنا.
يدع الجوانب الاجتماعية والثقافية والبيئية تنساب في أعماله. وينطبق هذا على مباني الأسرة الواحدة (مبنى حنظل، عمان) تماماً كما على الأحياء الكاملة (حي فوهايس، الأردن). ويبدو أن شاعرية المكان الأول، التي يتسم بها مسقط رأسه حاضرة في كل أعماله.
البناء التجميعي للمكعبات، وتدريجها وتداخلها هي أشكال تتردّد دائماً، لتضفي على المباني الكبيرة مثلاً نوعاً من التواضع، وتدخلها في محيطها لتتكامل معه (الجامع الكبير، بغداد).
الاتصال البصري بين الفراغات أو المباني تسهله الفتحات والممرات ومحاور للنظر. الأسطح والأدراج وانسياب الشوارع تخلق مساحات عامة وشبه عامة للالتقاء، لتدعو بذلك للمؤانسة في المكان. حساسيته للطبيعة ودورها تجد انعكاسها في تصاميمه بوضوح، حيث تستفيد التصاميم من حركة الشمس والريح لتؤمِّن محيطاً صحياً للسكن والساكن (مباني سكنية وادي بو جميل، بيروت).

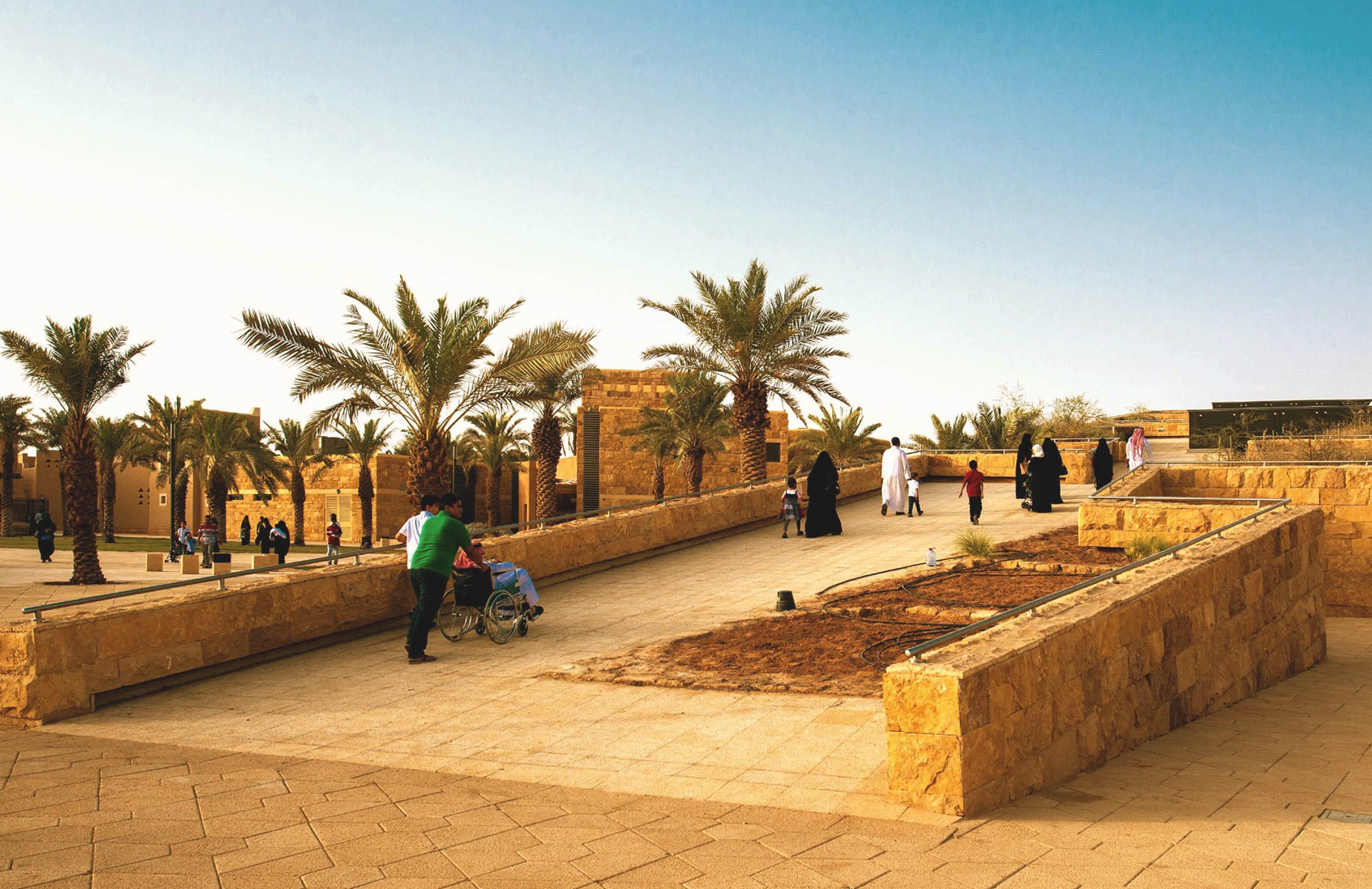

## جوائز وتكريمات
- جائزة النيل للمبدعين العرب (2019).[3]
- جائرة الاغاخان للعمارة [4]
- جائزة تميز للانجاز المعماري مدى الحياة [5]
- جائزة عبد اللطيف الفوزان [6]

## وصلات خارجية
- موقع الجمعية العربية للعمارة والتصميم ومجلة بناة